# Décès en 1252
Décès
- 1248
- 1249
- 1250
- 1251
- 1252
- 1253
- 1254
- 1255
- 1256

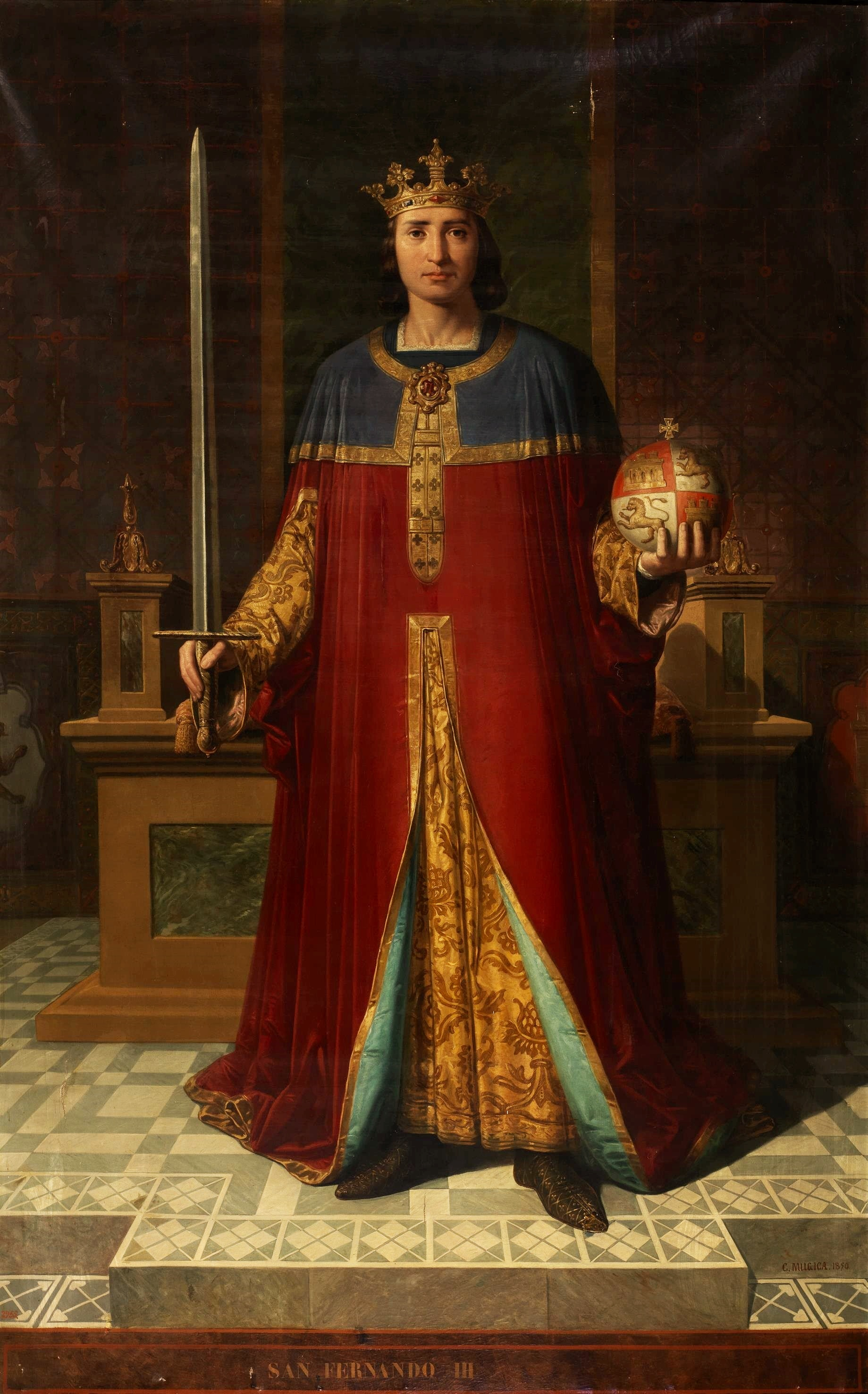
Ferdinand III de Castille, mort en 1252.

Cette page dresse une liste de personnalités mortes au cours de l'année 1252 :
- janvier : Bohémond V d'Antioche, comte de Tripoli et prince d'Antioche.
- 14 janvier : Robert Le Cornu, évêque de Nevers.
- 19 janvier : Renaud de Vichiers 19e grand Maître des Templiers.
- 3 février : Sviatoslav IV Vladimirski, dit Gabriel, grand duc de Vladimir, Tsar de Russie.
- 1er avril : Kujō Michiie, régent japonais.
- 6 avril: Pierre de Vérone, prédicateur appartenant à l'ordre de Dominicains et inquisiteur,  vénéré comme saint dans l'Église catholique romaine.
- 3 ou 4 mai : Günther von Wüllersleben, 8e grand maître de l'ordre Teutonique.
- 30 ou 31 mai : Ferdinand III de Castille, roi de Castille et de Tolède et roi de Léon et de Galice.
- 9 juin : Othon Ier de Brunswick, premier duc de Brunswick et Lunebourg.
- 29 juin : Abel de Danemark, duc du Sud Jütland et roi du Danemark.
- 1er août : Jean de Plan Carpin, légat du pape Innocent IV en Mongolie, puis évêque d'Antivari.
- 4 novembre : Johannes von Wildeshausen,  appelé également Johannes Teutonicus, quatrième grand maître de l'Ordre des Frères Prêcheurs.
- 25 novembre: Guillaume II de Genève, comte de Genève.
- 27 novembre : Blanche de Castille, régente de France, en l'absence de son fils Louis IX toujours en Palestine.

- Aimée d'Assise, religieuse italienne,  sainte dans l'Église catholique.
- Büri, khan mongol.
- Isabelle d'Arménie, reine d'Arménie.
- Kara Hülegü, Khan djaghataïde.
- Pierre de Bar, Cardinal-prêtre de S. Marcellopuis Cardinal-évêque de Sabina.
- Roger de Mercy, cinquantième évêque de Toul.
- Rose de Viterbe, religieuse italienne qui appartenait au Tiers Ordre franciscain, sainte de l’Église catholique.
- Étienne II de Sancerre, seigneur de Charenton-du-Cher, de Châtillon-sur-Loing et de Saint-Brisson-sur-Loire, Marchéville, de Montreuil-Bellay.
- Sorgaqtani, princesse mongole.
- Yissu Mangu, prince djaghataïde qui a régné sur le khanat de Djaghataï.
- Zdislava de Lemberk, mère de famille canonisée et tertiaire dominicaine, surnommée la Mère des Pauvres ou encore la Guérisseuse.

Dates incertaines
- entre le 15 février et le 8 mars : Alix de Vergy, duchesse de Bourgogne.
- entre le 8 mai et le 17 mai : Henri Ier d'Anhalt, comte puis prince d'Anhalt, fondateur de la branche d'Anhalt.

## Crédit d'auteurs
- Cet article est partiellement ou en totalité issu de l'article intitulé « 1252 » (voir la liste des auteurs).